# Egon Vůch
Egon Vůch (Plzeň, 1º febbraio 1991) è un calciatore ceco, centrocampista del Pregarten.